# Biała Podlaska
Biała Podlaska (udtale: [ˈbʲawa pɔdˈlaska] ( hør); latin: Alba Ducalis) er en by og hjemsted for et bydistrikt i det sydøstlige Polen. Den ligger i voivodskabet Lublin (Województwo lubelskie) og har 55.429(2021) indbyggere og et areal på		49,40 km². Den er administrationsby i powiat (amt) Biała.

## Historie
Biała Podlaska er nævnt første gang i 1481. I begyndelsen tilhørte Biała Podlaska familien Illnicz. Grundlæggeren af byen kan have været Piotr Janowicz, med tilnavnet "Biały" (polsk for "hvid"), som var hetman i storhertugdømmet Litauen. Biała Podlaska var administrativt en del af Podlaskie Voivodeskab, og derefter Brest Litovsk Voivodeskab i Storhertugdømmet Litauen (dengang i den polsk-litauiske union med Polen).

- Byens torv
- Frihedstorvet
- Jomfru Maria-kirken
- Sankt Annes kirke, opført i 1572
- Østfløjen af slottet, der nu huser et bibliotek
- Vestfløjen af slottet, der nu huser en musikskole